# Căiata
Căiata – wieś w Rumunii, w okręgu Vrancea, w gminie Sihlea. W 2011 roku liczyła 672
mieszkańców